# 田中欽之
田中 欽之（たなか かねゆき、生年不詳 - 1937年12月21日）は、日本の映画監督、脚本家、撮影技師である。本名同じ。エドワード 田中（エドワード たなか、英語: Edward Tanaka）、エディ 田中（エディ たなか、英語: Eddie Tanaka）あるいはキンシ・タナカ（英語: Kinshi Tanaka）とも呼ばれ、アメリカ合衆国でサイレント映画のキャリアを積み、創立時の松竹蒲田撮影所に招かれ、日本映画の基礎づくりに関わった人物のひとりとして知られ、また台湾において初の長篇映画を製作した人物として知られている。

## 人物・来歴
正確な生年月日、出身地等は伝えられていない。
1900年代にハリウッドの映画界に身を投じ、10年以上のキャリアを積み、1913年（大正2年）からの7年間は、ダグラス・フェアバンクス・シニア（1883年 - 1939年）のマネジメントスタッフを務めた。1915年（大正4年）に設立されたフォックス・フィルムで撮影監督をしていたという説もある。当時のハリウッドには、田中やヘンリー小谷（1887年 - 1972年）のほか、メトロ・ピクチャーズセット主任のエディ今津（1897年 - 1979年）、栗原トーマス（1885年 - 1926年）、阿部ジャック（のちの阿部豊、1895年 - 1977年）、早川雪洲（1886年 - 1973年）、青木鶴子（1892年 - 1961年）ら、日本人・日系人の技術者や俳優がおり、田中はその同時代人であった。
1920年（大正9年）5月、松竹蒲田撮影所設立にあたり、松竹合名の田口櫻村と玉木長之輔が渡米し、ヘンリー小谷、フェアバンクスが製作・主演した『奇傑ゾロ』（監督フレッド・ニブロ、1920年）の装置家ジョージ・チャップマンとともに、田中も同撮影所に招聘され、松竹キネマの技術指導部として迎えられた。同社の陣容は、理事長に大谷竹次郎、社長・理事に玉木長之輔、他の理事に小山内薫、木村錦花、田口櫻村、野村芳亭（営業部顧問兼務）ら、チャップマンは工務監督、田中は蒲田撮影所の「撮影所顧問」にそれぞれ就任した。同年7月19日、来日して着任する。碧川道夫の回想によれば、小谷やチャップマン、田中の着任するまでの同撮影所では、本物の映画製作のすべを知らない「半可通の人たちが、製作にかかった」ようなものであったという。
同年、伊藤大輔のオリジナルシナリオ『新生』を諸口十九・瀬川鶴子の主演、ヘンリー小谷の撮影によって、田中が演出し、同年11月24日に東京歌舞伎座（現在の歌舞伎座）で公開された。同作は、俳優学校出身の伊藤大輔が執筆した初めての脚本であった。第4作として製作された『極光の彼方へ』では、近藤伊与吉と共同で脚本を執筆して共同で監督し、赤倉でロケーション撮影を行っている。『極光の彼方へ』は活劇映画であり、1921年（大正10年）4月22日に公開されると、大評判を得たという。岸松雄によれば、同年7月15日に公開された諸口十九・五月信子主演による『悪夢』を監督したのちに、松竹キネマを退職したというが、日本映画データベースによれば、同作の監督は田村宇一郎とされている。『日本映画年鑑 大正十四年・大正十五年』の五月信子の項には、同作は田中の監督作とある。
1922年（大正11年）、「田中輸出映画製作所」を設立、日活向島撮影所出身の撮影技師藤原幸三郎を起用して、『春の命』を製作・監督し、同年10月23日に上野みやこ座、同年12月30日に浅草・三友館で公開した。同社は「田中映画社」（英語: Tanaka Picture Corporation）、「田中欽之プロダクション」とも呼ばれ、秋田伸一が在籍していたことがある。同年、田中は台湾に赴き、島田嘉七が主演し劉喜陽が出演した『大佛之瞳孔』（『佛陀の眸』とも）という映画を製作している。同作は、台湾で製作された初の長篇映画であるとみなされている。李道明によれば、同作については時期が少々遅く、関東大震災後の1923年（大正12年）11月に台湾に長篇映画の可能性についてのリサーチに訪れ、脚本執筆後、1924年（大正13年）に島田嘉七ら俳優やスタッフをともなって再度訪れ、同年5月にロケーション撮影を行った、としている。
同年、松竹で監督した作品のうち2作を携えて再度渡米、チャーリー・チャップリンとD・W・グリフィスが日本の俳優の美しさを高く評価したという。1925年（大正14年）には、諸口十九らをともなってハリウッド視察旅行を行い、ビバリーヒルズのフェアバンクス邸を訪れている。その後、日本教育時事映畫製作所を東京・蒲田に設立、日本における週刊ニュース映画を製作、パテー・ニュースおよびキノグラムに製作物を供給した。当時のニュース映画の現場にはヘンリー小谷もおり、取材現場には不文律があって、まず小谷がベストポジション、田中が次にベストなポジションに撮影機を据えることができたという。
1937年（昭和12年）12月21日、死去した。没年齢は不明。ヘンリー小谷と同世代であるならば、満50歳前後の没である。

## フィルモグラフィ
クレジットは特筆以外すべて「監督」である。公開日の右側には監督を含む監督以外のクレジットがなされた場合の職名、および東京国立近代美術館フィルムセンター（NFC）、マツダ映画社所蔵等の上映用プリントの現存状況についても記す。同センター等に所蔵されていないものは、とくに1940年代以前の作品についてはほぼ現存しないフィルムである。資料によってタイトルの異なるものは併記した。 

### 松竹蒲田撮影所
すべて製作は「松竹蒲田撮影所」、配給は「松竹キネマ」、すべてサイレント映画である。
- 『新生』 : 原作・脚本伊藤大輔、撮影ヘンリー小谷、主演諸口十九・瀬川鶴子、1920年11月24日公開
- 『鉱山の秘密』 : 脚本伊藤大輔、撮影ヘンリー小谷、主演富田八郎、1920年12月15日（12月5日[5]）公開
- 『親なき娘』 : 脚本池田義臣、撮影野村昊、主演関根達発・瀬川鶴子、1921年2月28日（7月28日[5]）公開
- 『極光の彼方へ』 : 原作浅田昌之、撮影野村昊、主演諸口十九・エカテリイナ・スラヴィナ、1921年4月22日公開 - 近藤伊与吉と共同で監督・脚本
- 『悪夢』[18] : 原作長岡外史、脚本仲木貞一、撮影野村昊、主演諸口十九・五月信子、1921年7月15日公開 - 田村宇一郎監督説あり[19]
- 『春駒』 : 脚本不明、撮影不明、主演山崎長之輔・高梨俵堂、1922年1月14日公開 - 森要監督説あり[30]

### 田中輸出映画製作所
すべてサイレント映画である。
- 『春の命』 : 脚本不明、撮影藤原幸三郎、主演山田秀夫・沢村春子、1922年10月23日（12月30日[5]）公開
- 『大佛之瞳孔』（『佛陀の眸』[24]）Buddha's pupils : 主演島田嘉七[9]、1922年（1924年[2]）製作・公開[25]
- 『慈眼』 Merciful Eyes : 1925年製作・公開[9]